# ウィリアム・クラーク (探検家)
ウィリアム・クラーク（英語:William Clark, 1770年8月1日 - 1838年9月1日）は、アメリカ合衆国の探検家、博物学者、軍人。メリウェザー・ルイスとともにルイス・クラーク探検隊を結成した。

## 生涯

### 幼少時代
1770年、バージニア州キャロライン郡においてジョン・クラークとアン・ロジャーズ (Ann Rogers) の第10子として誕生した。1785年に家族とともにケンタッキー州ルイビルへと移住した。

### アメリカ独立戦争
1790年、兄のジョージ・クラークに続いて市民軍に参加し、いくつかの局地的戦闘に参加した。1792年には正規軍の中尉に任ぜられ、アンソニー・ウェインの軍団に配属された。クラークはここで4年間の遠征に参加し、フォールン・ティンバーズの戦いなどに参加した。またこの間、クラークの指揮下にはメリウェザー・ルイスがいた。

### ルイス・クラーク探検隊
1796年にキャロラインを去り、ルイビルを拠点としてアメリカ各地を小旅行した。
1803年、メリウェザー・ルイスから新たに結成された探検隊の共同指揮官になってほしいと依頼を受ける。クラークはこれを受諾し、3年間の探検に赴くことになった。この探検隊において表向きにはクラークの地位はルイスよりも低いものだったが、ルイスの主張によりルイスと同等の権限を行使することができた。クラークはルイス・クラーク探検隊の指揮官として、主に地図の作成、探検隊の食糧管理、および各地で発見した動植物の識別・分類を任された。1806年に遠征を終えた後は、収集した多数の情報を整理するために多くの時間を費やした。

### インディアン問題
その後、市民軍の准将に指名され、1807年にはルイジアナ準州において、強制移住を拒むインディアン部族に対する政策の最高責任者に就任した。ミズーリ州セントルイスにインディアン問題を管理するため、本部を設置した。1813年にミズーリ準州が新設されると、クラークは初代知事として指名を受けた。米英戦争ではいくつかの軍事作戦で指揮を執り、現在のウィスコンシン州地域に最初の基地を設置した。
米英戦争後、インディアン問題の管理者へと復帰した。1831年のブラックホーク戦争などの、強制移住を拒否するインディアン部族による武装蜂起（インディアン戦争）に対して、軍事的手段を持って解決を図った。その権限は次第に増加し、クラークの決定はインディアン部族の存亡に大きな影響を与えるようになった。1830年代にはクラークの権限が及ぶ地域は大きく拡大した。

## 家族
- 父親: ジョン・クラーク (John Clark, 1725-1799)
- 母親: アン・ロジャーズ (Ann Rogers, 1728-1798)

1808年1月5日、ジュリア・ハンコック (Julia Hancock, 1791-1820) と結婚し、以下の5人の子供をもうけた。
- メリウェザー・ルイス・クラーク (Meriwether Lewis Clark, 1809-1881)
- ウィリアム・プレストン・クラーク (William Preston Clark, 1811-1840)
- メアリー・マーガレット・クラーク (Mary Margaret Clark, 1814-1821)
- ジョージ・ロジャーズ・ハンコック・クラーク (George Rogers Hancock Clark, 1816-1858)
- ジョン・ジュリアス・クラーク (John Julius Clark, 1818-1831)

1820年ジュリアが死去すると、1822年にジュリアの従姉にあたるハリエット・ケナリー・ラドフォード (Harriet Kennerly Radford, 1788-1831) と再婚し、以下の3人の子供をもうけた。
- ジェファーソン・カーニー・クラーク (Jefferson Kearny Clark, 1824-1900)
- エドモンド・クラーク (Edmund Clark, 1826-1827)
- ハリエット・クラーク (Harriet Clark, 生没年不詳、幼少期に死亡)

## 死後
1838年、ミズーリ州セントルイスで死去した。クラークの遺体はベルファウンテン墓地に埋葬され、灰色の花崗岩でできた高さ35フィート（約11メートル）の方尖塔が建立された。
クラークの家族は墓所を維持するために基金を設立したが、20世紀後半に大きく破損した。クラークの子孫は方尖塔を修復するために約10万ドルの寄付金を調達し、2004年5月21日のルイス・クラーク探検隊出発200周年祭において再落成した。